# Тамала Кришна Госвами
Тама́л(а) Кри́шна Госва́ми (IAST: Tamāla Kṛṣṇa Gosvāmī, англ. Tamal Krishna Goswami; имя при рождении — То́мас Хе́рциг, англ. Thomas Herzig; 18 июня 1946, Нью-Йорк, Нью-Йорк — 15 марта 2002, Маяпур, Западная Бенгалия) — индуистский кришнаитский религиозный деятель, богослов, писатель, музыкант и проповедник; ученик Бхактиведанты Свами Прабхупады. Был одним из духовных лидеров Международного общества сознания Кришны (ИСККОН), где с 1970 по 2002 год занимал пост члена Руководящего совета, а с 1977 по 2002 год исполнял обязанности инициирующего гуру. Тамала Кришна Госвами был также одним из участников группы Radha Krishna Temple, выпустившей в конце 1960-х — начале 1970-х годов два хит-сингла («Hare Krishna Mantra» и «Govinda») и первый в истории музыки поп-альбом санскритских мантр The Radha Krsna Temple.

## Биография
Томас Херциг родился 18 июня 1946 года в Гарлеме, Нью-Йорк, в еврейской семье. С кришнаитами он впервые познакомился в 1968 году в Сан-Франциско. В том же году получил от основателя ИСККОН Бхактиведанты Свами Прабхупады посвящение в ученики и духовное имя на санскрите «Тамала Кришна Даса».
В 1970 году для руководства ИСККОН Прабхупада создал Руководящий совет, назначив Тамалу Кришну одним из его членов. На этом посту, в период с 1970 по 1974 год Тамала Кришна руководил проповеднической деятельностью ИСККОН в Индии. Тамала Кришна также был назначен членом правления издательства «Бхактиведанта Бук Траст», где отвечал за публикацию и продажу вайшнавской литературы в США.
В январе 1972 года Тамала Кришна Даса принял санньясу (уклад жизни в отречении) от Прабхупады в Джайпуре и получил титул «госвами». В 1974 году он вернулся в США и вместе с Вишнуджаной Свами организовал там имевшую огромный успех проповедническую программу — путешествующую группу санкиртаны Радхи-Дамодары. Кришнаитские монахи на нескольких автобусах путешествовали по всей территории США, распространяя вайшнавскую литературу и организовывая публичные программы в общественных местах с пением мантры «Харе Кришна» и распространением освящённой вегетарианской пищи прасада.
В 1970-е годы Тамала Кришна Госвами много путешествовал и активно проповедовал, содействуя открытию новых кришнаитских храмов во Франции, Великобритании, Индии и США. В 1977 году он исполнял обязанности личного секретаря Бхактиведанты Свами Прабхупады в течение последних семи месяцев его жизни.
Тамала Кришна Госвами стал одним из влиятельных лидеров ИСККОН, а после смерти Бхактиведанты Свами Прабхупады в 1977 году — одним из инициирующих гуру. В Руководящем совете ИСККОН с 1977 года и до самой своей смерти в 2002 году Тамала Кришна Госвами курировал деятельность ИСККОН в американском штате Техас и ряде стран Азии.
Тамал Кришна Госвами погиб в автокатастрофе 15 марта 2002 года в деревне Пхулия-грам недалеко от Маяпура в Западной Бенгалии.

## Литературная и академическая деятельность
Тамала Кришна Госвами был автором нескольких книг на различные темы, в том числе двух вайшнавских драм, основанных на историях из Пуран.
В конце 1990-х годов Тамала Кришна Госвами занялся академическим изучением традиции гаудия-вайшнавизма, в особенности вайшнавского богословия, представленного в книгах основателя ИСККОН Бхактиведанты Свами Прабхупады. Перед своей смертью он занимался подготовкой докторской диссертации на эту тему в Кембриджском университете под руководством британского индолога, профессора Джулиуса Липнера. К моменту смерти Тамалы Кришны Госвами его диссертация была практически готова. Джулиус Липнер намеревается в будущем опубликовать её.

## Избранная библиография

### На английском
Книги
- Tamal Krishna Goswami. Servant of the Servant. — Los Angeles: Bhaktivedanta Book Trust, 1984. — xiii, 620 p.
- Tamal Krishna Goswami. Jagannātha-priya nāṭakam: The Drama of Lord Jagannātha With Elaborate Commentary. — Cambridge, MA: Bhaktivedanta Institute of Religion and Culture, 1985. — xviii, 211 p. — ISBN 0936405007.[8]
- Tamal Krishna Goswami. Prabhupāda Antya-Līlā: The Final Pastimes of Śrīla Prabhupāda / Edited by Graham M. Schweig. — Washington, DC: Institute for Vaishnava Studies, 1988. — viii, 106 p. — 4000 экз. — ISBN 0936979011.
- Tamal Krishna Goswami. Science of Yoga: The Story of Li Kuang Shi. — Los Angeles: Bhaktivedanta Book Trust, 1989. — 212 p. — 5000 экз. — ISBN 0892131470.[9]
- Tamal Krishna Goswami. Reason and Belief: Problem-solving in the Philosophy of Religion. — Dallas, TX: Pundits Press, 1997. — xiii, 170 p. — ISBN 0964348519.
- Tamal Krishna Goswami. TKG's Diary: Prabhupada's Final Days. — Dallas, TX: Pundits Press, 1998. — 364 p. — ISBN 0964348543.[10]
- Tamal Krishna Goswami. A Hare Krishna at Southern Methodist University: Collected Essays 1995-1997 / Edited by Carl Herzig. — Dallas, TX: Pundits Press, 1998. — xxiv, 351 p. — ISBN 0964348527.
- Tamal Krishna Goswami, Graham M. Schweig. A Living Theology of Krishna Bhakti: Essential Teachings of A. C. Bhaktivedanta Swami Prabhupada (англ.). — New York: Oxford University Press, 2012. — 272 p. — ISBN 0199796637.

Статьи и главы в книгах
- Tamal Krishna Goswami. The Soul and its Destiny: Vaishnava Perspectives // ISKCON Communications Journal. — 1996. — Вып. 4, № 2. — ISSN 1358-3867.
- Tamal Krishna Goswami. The Perils of Succession: Heresies of Authority and Continuity In the Hare Krishna Movement // ISKCON Communications Journal. — 1997. — Вып. 5, № 1. — ISSN 1358-3867. Архивировано из оригинала 11 февраля 2011 года.
- Tamal Krishna Goswami. Transformation and Continuity: The Commentaries of A. C. Bhaktivedanta Swami Prabhupāda // Journal of Vaishnava Studies. — 1998. — Вып. 6, № 2. — С. 61—72. — ISSN 1062-1237.
- Thomas Herzig, Kenneth Valpey. Re-Visioning ISKCON: Constructive Theologizing for Reform and Renewal // Edwin F. Bryant, Maria L. Ekstrand The Hare Krishna Movement: The Post-Charismatic Fate of a Religious Transplant. — New York: Columbia University Press, 2004. — С. 416—430. — ISBN 023112256X.
- Tamal Krishna Goswami. Vaishnava Bhakti and Pure Land Buddhism // Journal of Vaishnava Studies. — 2004. — Вып. 13, № 1. — ISSN 1062-1237.
- Tamal Krishna Goswami, Ravi M. Gupta. Krishna and Culture: What Happens When the Lord of Vrindavana Moves to New York City // Gurus in America / Edited by Thomas A. Forsthoefel and Cynthia A. Humes. — Albany, NY: State University of New York Press, 2005. — P. 81-95. — viii, 236 p. — (SUNY Series in Hindu Studies). — ISBN 0791465748.

### На чешском
- Tamál Kršna Goswami. Džagannátha prija nátakam: drama o Pánu Džagannáthovi / Překlad: Tattva-darší dás. — Česko: Lakšmiván dás, 2001. — 80 с. — ISBN 802388171X.

### На иврите
- תמל קרישנה גוסומי. יוגה למאה ה- 21 (неопр.). — בי.בי.טי, 2000. — С. 203. — ISBN 9652990132.